# Rapto (película)
Rapto es una película peruana-argentina de misterio del año 2019, bajo la dirección de Frank Pérez-Garland y escrita por Alberto Rojas Apel y Vanessa Saba. Está protagonizada por el actor peruano Stefano Salvini y coprotagonizada por el argentino Osmar Núñez.[cita requerida]
La cinta se estrenó el 7 de marzo de 2019 en los cines peruanos.

## Sinopsis
Sebastián Freyre (Stefano Salvini), un destacado estudiante de derecho que cursaba el último ciclo y perteneciente a una acaudalada familia limeña, busca desesperadamente dar con el paradero de su abuelo secuestrado. Junto a Espinoza (Osmar Núñez), su amigo y maestro, inician una lucha contra el tiempo para encontrar a su abuelo antes de los cuatro días que los secuestradores han dado como plazo. En el camino, saldrán a la luz secretos y revelaciones que su familia nunca hubiera querido que él supiera.

## Elenco
Los actores que participan en esta película son:
- Stefano Salvini como Sebastián Freyre.[4]
- Osmar Núñez como Espinoza.
- Alejandro Holguín como Martín.
- Alberick García como Ernesto.
- Gustavo Bueno como Abuelo.
- Sandro Calderón como Papá de Martín.
- Iván Chávez como Torres.
- Haysen Percovich como Tito.
- Giovanni Ciccia como Cárdenas.
- Martha Figueroa como Abuela.
- Julia Thays como Mamá de Martin.
- María Fernanda Valera como Eva.
- Tatiana Espinoza como Elba.
- Alicia Mercado como Novia del profesor.

## Producción
En noviembre de 2015, se anunció que el cineasta Frank Perez-Garland trabajaría con su esposa, la actriz y exmodelo peruana Vanessa Saba, en una nueva producción titulada El secuestro que luego cambiaron a Rapto. La película fue apoyada económicamente tras ser una de las producciones ganadoras del concurso Ibermedia 2015.
Además, es el primer protagónico cinematográfico del actor peruano Stefano Salvini, quién anteriormente trabajó en la cinta A los 40.

## Recepción
Rapto atrajo a menos de 20.000 espectadores en su primera semana en los cines en Perú.